# Siedlanka (Leżajsk)
Siedlanka – część miasta Leżajsk w południowo-wschodniej Polsce, w województwie podkarpackim, w powiecie leżajskim. Siedlanka leży na północ od obecnego centrum miasta, wzdłuż ulicy o nazwie Siedlanka.

## Historia
Dawniej wieś i gmina jednostkową w powiecie łańcuckim, za II RP w woј. lwowskim. W 1921 roku gmina liczyła 370 mieszkańców. W 1934 w nowo utworzonej zbiorowej gminie Kuryłówka, gdzie utworzyła gromadę.
Podczas II wojny światowej w nowo utworzonej małej gminie Leżajsk w powiecie Jaroslau w dystrykcie krakowskim (Generalne Gubernatorstwo). Liczyła wtedy 442 mieszkańców.
Po wojnie znów w gminie Kuryłówka w powiecie łańcuckim w województwie rzeszowskim. 1 stycznia 1949 włączona do Leżajska.